# Episodi di Alexa & Katie (prima stagione)
La prima stagione della serie televisiva Alexa & Katie  è stata interamente pubblicata su Netflix il 23 marzo 2018.
| nº | Titolo originale      | Titolo italiano          | Pubblicazione originale | Pubblicazione Italia |
| -- | --------------------- | ------------------------ | ----------------------- | -------------------- |
| 1  | Bad Hair Day          | Capelli                  | 23 marzo 2018           | 23 marzo 2018        |
| 2  | Wigs                  | Parrucche                | 23 marzo 2018           | 23 marzo 2018        |
| 3  | Basketball            | Il basket                | 23 marzo 2018           | 23 marzo 2018        |
| 4  | Ungroundable          | Impunibile               | 23 marzo 2018           | 23 marzo 2018        |
| 5  | The Play: Part 1      | Lo spettacolo: Parte 1   | 23 marzo 2018           | 23 marzo 2018        |
| 6  | Picture Day           | La foto a scuola         | 23 marzo 2018           | 23 marzo 2018        |
| 7  | The Play: Part 2      | Lo spettacolo: Parte 2   | 23 marzo 2018           | 23 marzo 2018        |
| 8  | Support Group         | Il gruppo di sostegno    | 23 marzo 2018           | 23 marzo 2018        |
| 9  | Winter Luau           | Il luau invernale        | 23 marzo 2018           | 23 marzo 2018        |
| 10 | Thanksgiving          | Il Ringraziamento        | 23 marzo 2018           | 23 marzo 2018        |
| 11 | Secret Sleepover      | Pigiama party            | 23 marzo 2018           | 23 marzo 2018        |
| 12 | Winter Formal: Part 1 | Ballo d'inverno: Parte 1 | 23 marzo 2018           | 23 marzo 2018        |
| 13 | Winter Formal: Part 2 | Ballo d'inverno: Parte 2 | 23 marzo 2018           | 23 marzo 2018        |